# Amphitrite figulus
Amphitrite figulus är en ringmaskart som först beskrevs av Dalyell.  Amphitrite figulus ingår i släktet Amphitrite och familjen Terebellidae. Utöver nominatformen finns också underarten A. f. belomorica.